# Жанатоган (Каркаралінський район)
Жанатога́н (каз. Жаңатоған) — село у складі Каркаралінського району Карагандинської області Казахстану. Адміністративний центр Жанатоганського сільського округу.
Станом на 1989 рік село називалось Жанатаган.

## Населення
Населення — 487 осіб (2021; 694 у 2009, 868 у 1999, 836 у 1989).
Національний склад станом на 1989 рік:
- казахи — 100 %.